# Portugal Logístico
Portugal logístico é um nome atribuído pelo Governo português a um plano por este lançado, em Maio de 2006.
Sob o lema «Nós somos o centro do Atlântico e não a periferia da Europa!», este programa tem o objectivo de fomentar um novo «paradigma» para o sistema logístico português.